# Вермонтский университет
Вермонтский университет или Университет Вермонта (англ. The University of Vermont and State Agricultural College) — публичный исследовательский университет в Берлингтоне, крупнейший и старейший в Вермонте.
Был основан в 1791 году как частное учебное заведение. В настоящее время университет состоит из нескольких колледжей, расположенных на территории 1,83 км², в котором в 2008 году работало 1185 человек, обучалось 10504 студента со всех США и 30 других стран. Выпускников — около 1600 в год, из них около 400 — медицинских специальностей.
В университете имеется около 20 спортивных команд по разным видам спорта. Основные цвета — жёлтый и зелёный, прозвище — дикие кошки.

## История
Вермонтский университет или университет Вермонта, был основан в 1791 году как частное учебное заведение. В 1865 году университет объединился с Вермонтским сельскохозяйственным колледжем. Средний годовой бюджет заведения составляет около 600 миллионов долларов США. 35 % студентов университета составляют жители Вермонта, 65 % — приезжие из других штатов и иностранные студенты.
Первоначальное финансирование проекта взял на себя Айра Аллен. Отец-основатель УВМ пожертвовал университету участок земли в 50 акров. Большая часть земли была окультурена и отдана под садово-парковую зону, где сегодня удобно расположился памятник щедрому дарителю.
Постройка первого кампуса (Олд Милл) велась за счет благотворительного финансирования предприятия гражданами Берлингтона. В 1824—1825 годах, маркиз де Лафайет — французский генерал и участник американской революции, совершил грандиозную поездку по всем 24 американским штатам. Именно в это время в штате Вермонт был заложен первый камень одного из старейших зданий Вермонтского Университета — здания Олд Милл. Вокруг кампуса расположился ряд исторических зданий: Юниверсити Роу, часовня Айры Аллена, Биллингс Центр, Уильямс Холл, Ройял Тайлер Театр, а также Морилл Холл. На севере садово-парковой зоны расположился памятник маркизу де Лафайету.
В 1871 году университет бросил вызов сложившимся общественным устоям, признав своими студентками двух женщин. Четыре года спустя, УВМ стал первым американским университетом, допустившим женщин к полноправному членству в «Фи Бета Каппа» (старейшее академическое общество США). Кроме того, в 1877 году УВМ стал первым университетом, признавшим право афро-американского населения на жизнь в полноценном обществе.
Джастин Смит Морилл — купец и политический деятель, попечитель Университета Вермонта с 1865 по 1898 год. В 1855 году участвовал в создании Республиканской Партии в Вермонте. В 1854—1867 — сенатор и член палаты Представителей от штата Вермонт, наиболее известен как инициатор принятия законопроекта о поддержке образования (Morill Act), впервые представленного в 1857 и принятого в 1862 году. Проект закона положил начало государственной помощи системе образования путём предоставления земельных наделов университетам и колледжам штатов для преподавания наук, связанных с сельским хозяйством и техникой (при сохранении в их учебных программах точных и гуманитарных наук). Закон предусматривал также программы по подготовке к службе в вооруженных силах.
В 1924 году впервые вышло в эфир студенческое радио Вермонтского Университета (WCAX), вещающего сегодня в формате коммерческой телевизионной станции.

## Известные выпускники
- Джон Дьюи — американский философ.
- Брайан Дьюби — губернатор Вермонта.
- Джон Леклер — хоккеист, обладатель Кубка Стэнли 1993, Кубка мира 1996.
- Нунан, Жаклин — американский кардиолог-педиатр, педагог, профессор, именем которой назван синдром генетического заболевания — «Синдром Нунан».
- Перрен, Эрик — хоккеист, обладатель Кубка Стэнли 2004.
- Энни Пру — писательница, обладательница Пулитцеровской премии.
- Керр Смит — американский актёр.
- Стольберг, Виктор — шведский хоккеист, обладатель Кубка Стэнли 2013.
- Генри Джарвис Реймонд — один из основателей The New York Times.
- Джоди Уильямс — лидер Движения за запрещение пехотных мин.
- Мартен Сан-Луи — хоккеист, обладатель Кубка Стэнли 2004.
- Тим Томас — хоккеист (вратарь), обладатель Кубка Стэнли 2011.